# Veld

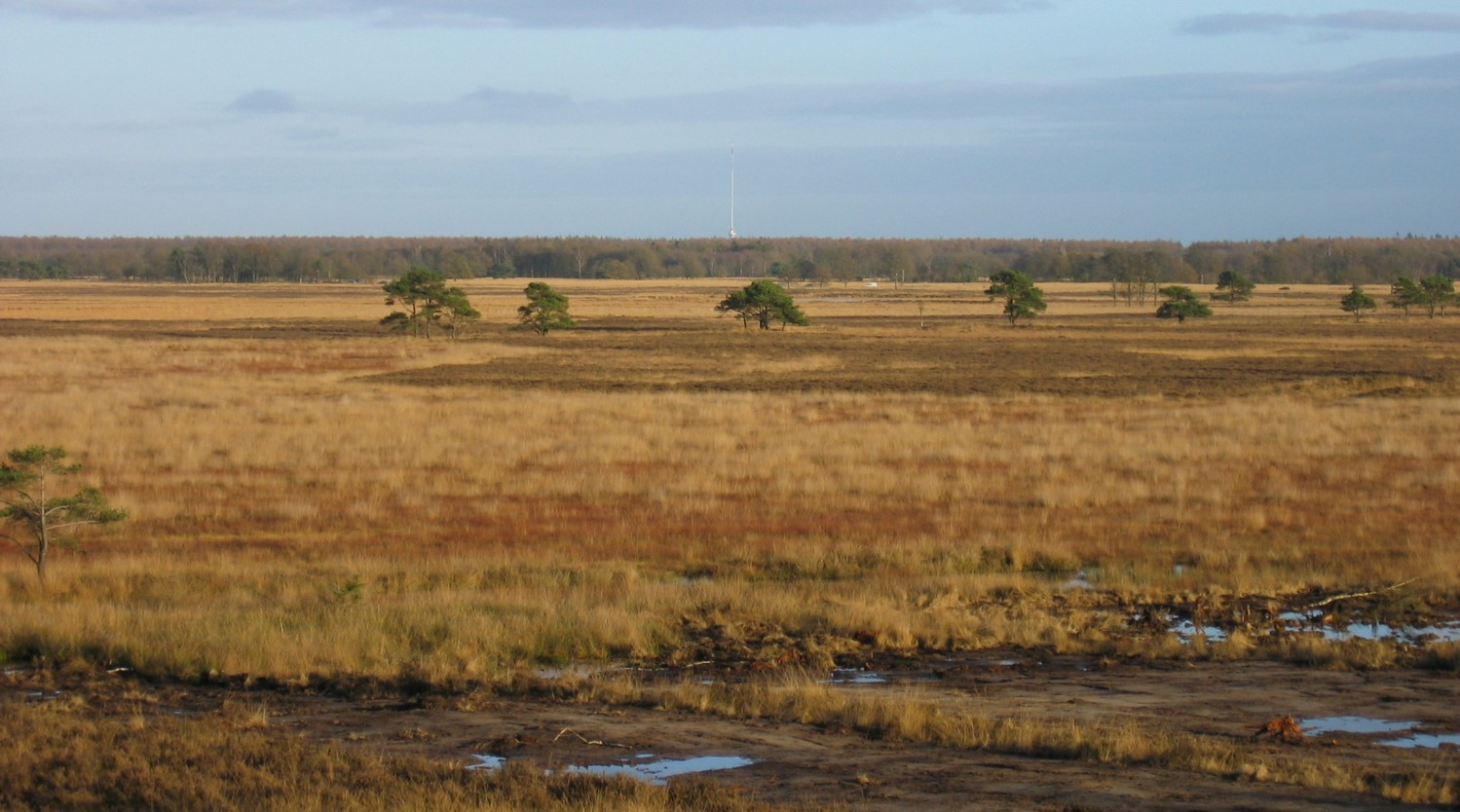
Veld

Veld (de vegades Veldt) és una paraula d'origen afrikaans que designa principalment (però no exclusivament) els espais rurals oberts de Sud-àfrica o sud d'Àfrica i en particular certes zones planes o districtes coberts d'herba o arbusts baixos. La paraula significa literalment 'camp'. Però no es pot traduir d'una manera tan simple.
No entren dins del veld les zones muntanyenques ni els boscos però sí les zones amb arbusts aleshores s'anomena "bosveld."
La paraula "veld" també comporta connotacions militars, els exèrcits Boers tenien Veldkornets i Veldkommandos.

## Altveld i Baixveld
Gran part de l'interior d'Àfrica del sud és un gran altiplà conegut com l'Altveld (en anglès:Highveld), que comença a l'est de Johannesburg. Aquestes zones altes i més fredes (generalment a més de 1524 m sobre el nivell del mar) són terrenys herbosos plans o ondulats i amb un clima subtropical modificat per l'altitud.
Algunes zones més baixes que envolten l'anterior es coneixen com el Baix veld (en anglès: Lowveld) i són més càlides i menys cultivades intensivament. Abans de la meitat del segle xx a gran part del Baixveld s'hi trobava la mosca tse tse que transmetia la malaltia de la son (tripanosomiasis). Per això la zona es coneixia com el “país de les febres” (en anglès: "fever country") i s'evitava la visita de persones muntades a cavall, ja que els cavalls eren molt susceptibles a aquesta malaltia. També hi havia la malària causada per mosquits.